# 良心拒服兵役者

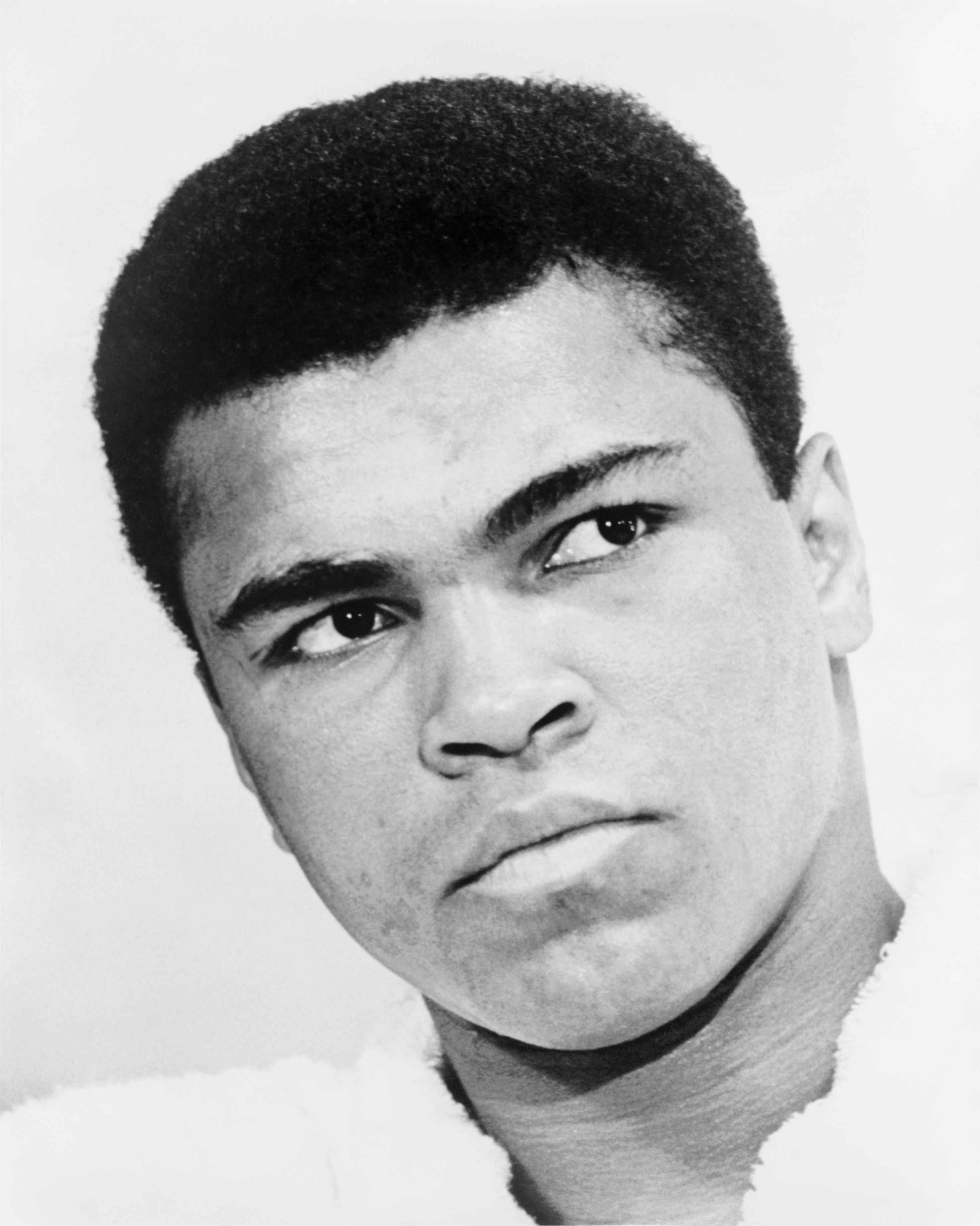
“我和越共没有什么矛盾……他们从没叫过我黑鬼。”——穆罕默德·阿里，1966年

良心拒服兵役者（英語：conscientious objector）或稱良心的兵役拒否者，是指由于思想自由，个人良心或者宗教信仰等的道义理由，而要求拒绝履行军事服务权利的个人。通常来讲，良心拒服兵役者这一情况只会存在于征兵制中，而非志愿兵役制中。
在一些国家，良心拒服兵役者会被分配到一个用做替代兵役的民事服务中。一些良心拒服兵役者视其自身为和平主义者、不干涉主义者、不抵抗主义者、不侵犯主义者、反军事主义者。世界各地的许多组织在5月15日庆祝这一原则，称其为国际良心拒服兵役日。
在1995年3月8日，联合国人权委员会通过的1995/83决议声明“履行军事服务的人员不应该排除其因为良心而拒绝军事服务的权利”。这一理念在1998年被重申，1998/77决议承认“（已经）在服兵役的人员可以产生出良心的拒绝想法”。一些组织则在5月15日庆祝国际良心拒服兵役者日。这一词的含义也被延伸至因良心不安而拒绝为整个军事工业复合体服务的人。